# Fushun Mining
Fushun Mining est une entreprise publique chinoise de charbonnage et d'extraction pétrolière basée à Fushun en République populaire de Chine. Elle est notamment spécialisée dans l'extraction d'huile de schiste.